# Jean II d’Angennes
Jean II d’Angennes, dit Sapin, (m. 1490), chevalier, seigneur de Rambouillet, écuyer d’honneur de Charles VII et gouverneur.

## Biographie
Jean II d’Angennes, est le fils de Jean Ier d’Angennes. Il est né au sein de la riche et noble maison de la famille d'Angennes.
Seigneur de Rambouillet, il continua, tout comme son père, à reconstruire le château de Rambouillet qui fut à trois reprises détruit par les Anglais durant la guerre de Cent Ans.
Il fut choisi comme écuyer d’honneur de Charles VII. 
En 1440, il prit d'assaut la ville de Mantes, dont il fut nommé gouverneur vers 1442. Il fut aussi gouverneur d’Angoulême et de l’Angoumois. 
Le 26 août 1456, il épousa Philippa du Bellay, fille de Jean III du Bellay, seigneur de Gizeux et de Langey. 
Guillaume de Languedoue traite en 1467, avec Jean II d’Angennes, seigneur de Rambouillet, et son beau-frère Charles d'Allonville, pour raison des biens de Jacqueline d'Angennes.
En 1484, Philippa et Jean II entreprirent l'ultime reconstruction du château de Rambouillet.
Jean II d'Angennes mourut en 1490 à Rambouillet. Lui et sa femme furent enterrés à l'église Saint-Lubin située à quelques pas du château.